# دج دلمراد
دج دلمراد (بالفارسية: دج دلمراد) هي قرية تقع في البلدة المركزية في إيران. يقدر عدد سكانها بـ 70 نسمة .